# Jardín Botánico de la Universidad La Trobe
El Jardín Botánico del Campus de la Universidad de La Trobe (inglés: Botanic Gardens, La Trobe University Campus) es un jardín botánico y arboreto en el campus de Bundoora de la Universidad La Trobe en Melbourne, Australia.  
Su código de reconocimiento internacional como institución botánica, así como las siglas de su herbario es TROBE.

## Localización e información
La Trobe Botanic Gardens La Trobe University, Bundoora Campus, Melbourne, Victoria 3086, Australia.
Planos y vistas satelitales.37°42′18.44″S 145°2′52.47″E / -37.7051222, 145.0479083
El jardín botánico está abierto todos los días del año.

## Historia
El campus de Bundoora es el campus de la fundación de La Trobe y fue abierto oficialmente en 1967, año en el que La Trobe comenzó sus primeras actividades. 
El campus abarca 1.8 km² y es la sede de la mayor parte de los centros e instituciones de la Universidad. El campus Bundoora, es la base principal de la mayor parte de las materias impartidas en La Trobe. La escuela normal de magisterio, farmacia, y odontología, se encuentran en el campus de Bendigo. 
Los edificios principales del campus fueron diseñados por la firma de arquitectura de Melbourne, "Yuncken Freeman" en un estilo internacional utilitario, de la posguerra. Los edificios principales del campus están conectados por una serie de calzadas levantadas. 

## Colecciones botánicas
El paisajismo del campus está dominado por plantaciones de especies de plantas pertenecientes a la flora australiana.
Entre las secciones del Campus se distingue:
- Arboreto, con una colección representativa de las especies de Eucalyptus del Estado de Victoria.
- Reserva de vida silvestre con diferentes spp. indígenas de Acacia
- Jardín sistemático.